# 司马承祯

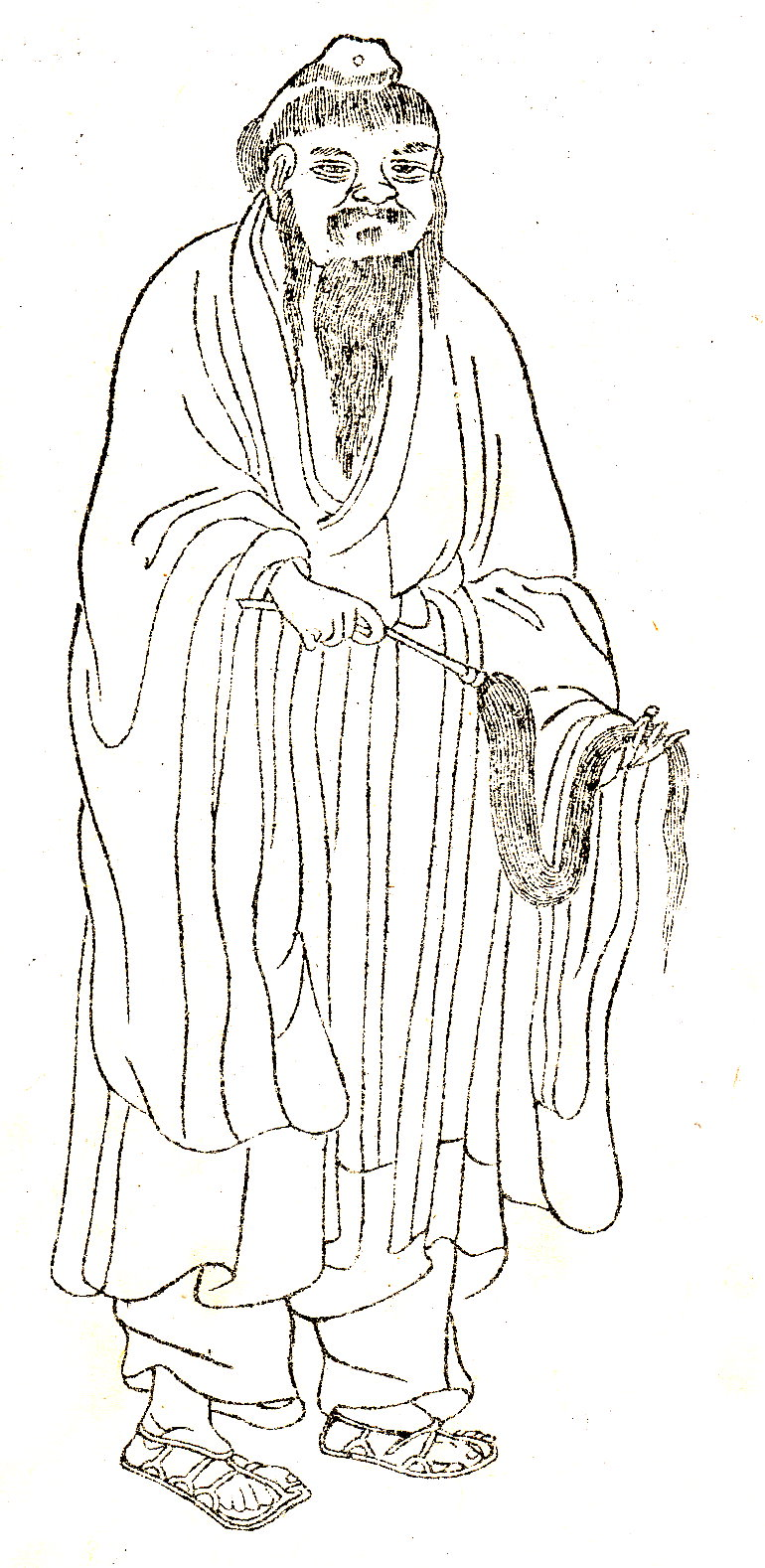

司马承祯（647年—735年），字子微，法号道隐，自号白云子，河内郡温县（今河南温县）人，道教上清派茅山宗第十二代宗师。

## 生平
司马承祯出自三祖司马氏琅邪房，是北周晋州刺史、琅邪公司马裔的玄孙，隋朝亲侍大都督司马晟的孙子，唐朝朝散大夫、襄州长史司马仁最的儿子，少好學，年二十一为道士，師事隐居嵩山的潘師正，學得符籙及辟穀、導引、服食之術（《金根上经》、《三洞秘录》、许真行事、陶公微旨），成为唐代的著名高道。另外擅长隶书和篆书，号称“金剪刀书”。
原在浙江台州天台山桐柏观隐居修道，武则天、唐睿宗先后召他入京讲道，开元九年，唐玄宗又遣使迎他入京，亲受法箓，十年，承祯请还天台山，玄宗赋诗送别。十二年（724年），玄宗又将承祯召到东都洛阳，命他於河南王屋山自選形勝，創建道院阳台观，玄宗亲自题额。又令玉真公主及光禄卿韦縚至其所居，修金箓斋。承祯在阳台观著《修真秘旨》十二篇行於世。开元二十三年夏六月十八日（735年7月12日）卒于王屋山，年八十九，葬于王屋山西北之松台。玄宗親製碑文，並追赠銀青光祿大夫，号真一（贞一）先生。承祯與李白、賀知章、孟浩然等同為「仙宗十友」。
司马承祯提出道教修炼的“七候”：“一、举动顺时容色和悦；二、夙疾普消身心清爽；三、填补天伤还元复命；四、延数千岁名曰仙人；五、炼形为气名曰真人；六、炼气成神名曰神人；七、炼神合道名曰至人。”
司马承祯认为“神仙亦人”。人的禀赋本有神仙之素质，只要“修我虚气”，“遂我自然”，与道相守，即可成仙。“然虚心之道，力有深浅，深则兼被于形，浅则唯及其心。被形者，则神人也；及心者，但得慧觉而已，身不克谢。何则？慧是心用，用多则体劳，初得小慧，悦而多辩，神气散泄，无灵润身，生致早终，道故难备。”司马承祯的理论不但自成系统，为唐代、宋代道教的兴盛和发展奠下了基石，而且对宋元内丹学、宋明理学的形成，都有重大的影响。

## 家族
- 兄：司马承祎
- 侄：司马纲，河东郡宝鼎县主簿

## 弟子
- 李含光
- 薛季昌

## 著作
- 《修真秘旨》
- 《坐忘论》
- 《天隐子》
- 《服气精义论》